# Maynard Lake, Ontario
Maynard Lake är en sjö i Kanada.   Den ligger i Kenora District och provinsen Ontario, i den sydöstra delen av landet, 1 500 km väster om huvudstaden Ottawa. Maynard Lake ligger 320 meter över havet. Arean är 0,21 kvadratkilometer. Den sträcker sig 1,0 kilometer i nord-sydlig riktning, och 0,6 kilometer i öst-västlig riktning.
Trakten runt Maynard Lake är nära nog obefolkad, med mindre än två invånare per kvadratkilometer.